# Ivan Rassimov
Pour les articles homonymes, voir Rassimov.
Ivan Đerasimović (serbe : Иван Ђерасимовић) dit Ivan Rassimov, né le 7 mai 1938 à Trieste et mort le 14 mars 2003 à Rome, est un acteur italien. C'est le frère de Rada Rassimov. Il est parfois crédité sous le pseudonyme de Sean Todd.

## Biographie
Nés de parents serbes à Trieste, Ivan Rassimov et sa sœur cadette, Rada Rassimov, décident de se lancer dans la carrière d'acteurs. Ivan étudie à l'Université de Trieste. Après son service militaire en Italie, il s'établit à Rome. Il commence par une série de petits rôles, par exemple dans La Planète des vampires de Mario Bava.
Son regard perçant et son visage taillé au couteau lui valent d'être souvent choisi pour des rôles de méchants, du soldat nazi au brigand de western et au suspect de meurtre des films policiers. Curieusement, il sera choisi par Sara Montiel pour lui donner la réplique dans Soledad (Esa Mujer (en)) où il est un « gentil », élégant et racé, rôle qui lui convient parfaitement, mais qui restera sans suite. Il assumera rarement un rôle de héros, comme dans le dernier film de Mario Bava, Les Démons de la nuit (1977) où il joue un psychiatre. Il est bien présent dans la mode des films cannibales italiens, aux côtés de Me Me Lai, comme dans Le Dernier Monde cannibale (1977).
À partir de 1987, il se retire du cinéma, pour vivre dans sa villa du nord de Rome avec son épouse et sa fille adolescente. Il travaille dans une maison d'édition, jusqu'à sa mort en 2003, des suites d'une maladie,.

## Filmographie
- 1964 : Le Grand Hold-Up de Milan (Super rapina a Milano)
- 1965 : La Planète des vampires (Terrore nello spazio) de Mario Bava : Carter / Dervy
- 1966 : La Sorcière amoureuse (La strega in amore) de Damiano Damiani
- 1966 : Un homme à moitié (Un uomo a metà) de Vittorio De Seta
- 1967 : Soledad de Mario Camus : Carlos Alcántara
- 1967 : Il ragazzo che sapeva amare (it) d'Enzo Dell'Aquila
- 1967 : Deux Pistolets de Chiamango (Cjamango) d'Edoardo Mulargia : Cjamango
- 1967 : Django le Justicier (Non aspettare Django, spara) d'Edoardo Mulargia : Django
- 1968 : Tire si tu veux vivre (Se vuoi vivere... spara!) de Sergio Garrone : Django / Johnny Dall
- 1969 : Les Sept Bérets rouges (Sette baschi rossi) de Mario Siciliano
- 1969 : Django ne prie pas (I vigliacchi non pregano) de Mario Siciliano : Daniel
- 1970 : Les Sept de Marsa Matruh (I sette di Marsa Matruh) de Mario Siciliano : Lt. Crossland
- 1970 : La révolte gronde à Bornéo (Le tigri di Mompracem) de Mario Sequi : Sandokan
- 1971 : L'Étrange Vice de madame Wardh (Lo strano vizio della Signora Wardh) de Sergio Martino : Jean
- 1971 : La vengeance est un plat qui se mange froid (La vendetta è un piatto che si serve freddo) de Pasquale Squitieri : Perkins
- 1971 : Homicide parfait au terme de la loi (Un omicidio perfetto a termine di legge) de Tonino Ricci : Burt
- 1972 : Toutes les couleurs du vice (Tutti i colori del buio) de Sergio Martino : Mark Cogan
- 1972 : Ton vice est une chambre close dont moi seul ai la clé ( Il tuo vizio è una stanza chiusa e solo io ne ho la chiave) de Sergio Martino : Walter
- 1972 : Au pays de l'exorcisme (Il paese del sesso selvaggio) d'Umberto Lenzi : John Bradley
- 1972 : Exorcisme tragique (Un bianco vestito per Marialé) de Romano Scavolini : Massimo
- 1973 : Piège pour un tueur (Si puo essere piu bastardi dell'ispettore Cliff?) de Massimo Dallamano : Inspecteur Cliff
- 1974 : Salvo D'Acquisto de Romolo Guerrieri : Sergent Krone
- 1974 : Spasmo d'Umberto Lenzi : Fritz Bauman
- 1974 : La Possédée (L'ossessa) de Mario Gariazzo : Satan
- 1975 : Le Loup des mers (Il lupo dei mari) de Giuseppe Vari : Death Larsen
- 1976 : Inhibition (it) (Inibizione) de Paolo Poeti (it) : Peter Smart
- 1976 : Brigade spéciale (Roma a mano armata), d'Umberto Lenzi : Tony Parenzo
- 1976 : La Possédée du vice (Emanuelle nera orient reportage) de Joe D'Amato : Prince Sanit
- 1976 : Section de choc (Quelli della calibro 38) de Massimo Dallamano : le Marseillais
- 1977 : Le Dernier Monde cannibale (Ultimo mondo cannibale) de Ruggero Deodato : Rolf
- 1977 : Les Démons de la nuit (Shock) de Mario Bava : Dr Aldo Spidini
- 1977 : Emanuelle autour du monde (Emanuelle - perché violenza alle donne ?) de Joe D'Amato : Dr Malcolm Robertson
- 1978 : La Loi de la CIA (Sono stato un agente C.I.A.) de Romolo Guerrieri : Chiva
- 1978 : Messo comunale praticamente spione (it) (L'infermiera di campagna) de Mario Bianchi
- 1979 : L'Humanoïde d'Aldo Lado : Lord Graal
- 1980 : La Secte des cannibales (Mangiati vivi) d'Umberto Lenzi : Jonas Melvyn
- 1982 : Le Pont (Ciao nemico) d'Enzo Barboni : Camion Veloce
- 1982 : I figli... so' pezzi 'e core (it) d'Alfonso Brescia : Lorenzo Berisi
- 1983 : Les Prédateurs du futur (I predatori di Atlantide) de Ruggero Deodato : Bill Cook
- 1984 : Torna (it) de Stelvio Massi : Carlo
- 1984 : Buio nella valle (it), feuilleton télévisé de Giuseppe Fina : Umberto
- 1985 : Cinq Salopards en Amazonie (Squadra selvaggia) d'Umberto Lenzi : Marius
- 1987 : Appuntamento a Trieste (it), feuilleton télévisé de Bruno Mattei
- 1987 : Le Camping de la mort (Camping del terrore) de Ruggero Deodato : shérif adjoint Ted